# متحف العلاقات الفاشلة
متحف العلاقات الفاشلة هو متحف يقع في زغرب،كرواتيا مكرس لعلاقات الحب الفاشلة.تشمل معروضات المتحف أشياء شخصية خلفها عشاق سابقون،مصحوبة بأوصاف موجزة.في 2017 زار المتحف 100 ألف شخص.